# Ecomuseo delle bonifiche
L'Ecomuseo delle bonifiche (o Museo lineare delle bonifiche) è un ecomuseo situato a Moglia, in provincia di Mantova.
Il percorso si svolge all'interno dell'intero territorio comunale. È dotato di 15 km di piste ciclopedonali (il percorso parte da via Cesare Militare a Bondanello) facenti parte della ciclovia EuroVelo 6, che percorrono gli argini dei canali di bonifica e del fiume Secchia e di pannelli didattici che illustrano gli aspetti naturalistici, paesaggistici, storici, idraulici, architettonici del territorio di Moglia.
Il centro documentazione dell'Ecomuseo si trova nella piazza principale del paese.